# Кандиана
Кандиа̀на (на италиански: Candiana) е село и община в Северна Италия, провинция Падуа, регион Венето. Разположено е на 4 m надморска височина. Населението на общината е 2505 души (към 2010 г.).